# Apsjeron
Apsjeron (Azerbeidzjaans: Abşeron Yasaqligi) is een schiereiland in de Kaspische Zee dat behoort tot Azerbeidzjan. Het is de meest oostelijke uitloper van de Kaukasus en heeft een lengte van ca 60 km. De naam Apsjeron komt uit het Perzisch (آبشوران Abshuran) en betekent "de plaats van de zoute wateren", vanwege de aanwezigheid van vele zoutmeren, minerale bronnen en moddervulkanen. 
Het schiereiland was lange tijd de voornaamste winplaats van olie in de Sovjet-Unie.
De Azerbeidzjaanse hoofdstad Bakoe ligt aan de zuidkust van Apsjeron.
Het schiereiland is het droogste deel van Azerbeidzjan, met een neerslag van 200 mm per jaar of minder. Tegelijkertijd wordt het schiereiland genoteerd als een zeer winderige plek, en dit het heel jaar door.
Ook al is er een district genaamd Abşeron, toch valt het grootste deel van het schiereiland bestuurlijk onder de hoofdstad Bakoe.